# Tim Cofield
Tim Cofield (Murfreesboro, 18 maggio 1963) è un ex giocatore di football americano statunitense che ha militato nel ruolo di linebacker nella NFL e come defensive end nella CFL.
Dopo aver giocato per la squadra universitaria degli Elizabeth City State Vikings ha giocato in NFL con i Kansas City Chiefs, i New York Jets, i Buffalo Bills e i Los Angeles Raiders; è quindi passato in CFL, dove ha giocato per i Calgary Stampeders (con i quali ha vinto una Grey Cup), gli Hamilton Tiger-Cats, i Memphis Mad Dogs e i Toronto Argonauts.
Suo figlio Adam, gioca per i Porvoon Butchers.

## Palmarès

### Franchigia
- Grey Cup: 1

Calgary Stampeders: 1992

### Individuale
- PFWA All-Rookie Team - 1986